# Campeonato Europeo de Bádminton de 2024
El XXX Campeonato Europeo de Bádminton se celebró en Saarbrücken (Alemania) del 8 al 14 de abril de 2024 bajo la organización de Badminton Europe (BE) y la Federación Alemana de Bádminton.
Las competiciones se realizaron en el Saarlandhalle de la ciudad alemana.
Los deportistas de Rusia y Bielorrusia fueron excluidos de este campeonato debido a la invasión rusa de Ucrania.

## Calendario
| P | Preliminares | ¼ | Cuartos de final | ½ | Semifinales | F | Finales |

| Abril de 2024        | 08 Lun | 09 Mar | 10 Mié | 11 Jue | 12 Vie | 13 Sáb | 14 Dom |
| -------------------- | ------ | ------ | ------ | ------ | ------ | ------ | ------ |
| Individual masculino | P      | P      | P      | P      | ¼      | ½      | F      |
| Dobles masculino     | —      | P      | P      | P      | ¼      | ½      | F      |
| Individual femenino  | P      | P      | P      | P      | ¼      | ½      | F      |
| Dobles femenino      | —      | P      | P      | P      | ¼      | ½      | F      |
| Dobles mixto         | —      | P      | P      | ¼      | ½      | F      | —      |

## Medallistas
| Evento               | Oro                                                    | Plata                                         | Bronce                                                                                   |
| -------------------- | ------------------------------------------------------ | --------------------------------------------- | ---------------------------------------------------------------------------------------- |
| Individual masculino | Anders Antonsen Dinamarca                              | Toma Popov Francia                            | Joakim Oldorff · Finlandia Viktor Axelsen · Dinamarca                                    |
| Dobles masculino     | Kim Astrup Sørensen Anders Skaarup Rasmussen Dinamarca | Andreas Søndergaard Jesper Toft Dinamarca     | Benjamin Lane Sean Vendy Inglaterra Rasmus Kjær Frederik Søgaard Dinamarca               |
| Individual femenino  | Carolina Marín · España                                | Kirsty Gilmour Escocia                        | Julie Jakobsen Dinamarca Neslihan Arın Turquía                                           |
| Dobles femenino      | Margot Lambert Anne Tran Francia                       | Gabriela Stoeva Stefani Stoeva Bulgaria       | Bengisu Erçetin · Nazlıcan İnci · Turquía Debora Jille · Cheryl Seinen · Países Bajos    |
| Dobles mixto         | Thom Gicquel Delphine Delrue Francia                   | Mathias Christiansen Alexandra Bøje Dinamarca | Robin Tabeling · Selena Piek · Países Bajos Mathias Thyrri · Amalie Magelund · Dinamarca |

## Medallero
| Núm. | País         | Oro | Plata | Bronce | Total |
| ---- | ------------ | --- | ----- | ------ | ----- |
| 1    | Dinamarca    | 2   | 2     | 4      | 8     |
| 2    | Francia      | 2   | 1     | 0      | 3     |
| 3    | España       | 1   | 0     | 0      | 1     |
| 4    | Bulgaria     | 0   | 1     | 0      | 1     |
| 4    | Escocia      | 0   | 1     | 0      | 1     |
| 6    | Países Bajos | 0   | 0     | 2      | 2     |
| 6    | Turquía      | 0   | 0     | 2      | 2     |
| 8    | Finlandia    | 0   | 0     | 1      | 1     |
| 8    | Inglaterra   | 0   | 0     | 1      | 1     |
|      | TOTAL        | 5   | 5     | 10     | 20    |